# 35mm等效焦距

对于不同的感光元件尺寸，50mm和70mm镜头得到的图像：36x24mm(红色) and 24x18mm(蓝色)

在摄影中，35mm等效焦距用于表示特定的照相机镜头与底片或图像感光元件所组合得到的视角。由于大部分摄影师都使用接环镜头并对 35mm底片格式很熟悉，因此这一术语对于他们很有帮助。
在使用35 mm底片的相机上，28 mm镜头是广角镜头，而200 mm镜头是长焦镜头。然而现在數位相機已几乎完全取代了35mm底片相机，焦距与视角之间不再有统一的关联。因为相机的感光元件尺寸也会影响视角，而感光元件的尺寸已不再像底片时代那样唯一。对于特定的镜头与感光元件的组合，它的35mm等效焦距意思是说，在35mm底片相机上，这一焦距可以得到同样的视角。
通常，35mm等效焦距是基于视角的对角线。而有时它可能基于视角的水平线。由于35 mm底片的长宽比是3:2，而很多數位相機的感光元件长宽比是4:3，所以这两种定义并不完全相等。
35mm等效焦距是以实际焦距乘以焦距转换率得到的。典型的焦距转换率如尼康、索尼 APS-C格式是1.5倍，佳能的APS-C格式是1.6倍，M4/3格式是2倍，而普通數位相機约有5-6倍。使用35mm等效焦距会忽略景深问题，而感光元件越小时景深越大。不过等效景深也是可以按焦距转换率用同样方法计算出来的。 例如，一个50mm f/2的镜头装在微4/3系统相机上，可以等效于一个100mm f/4的镜头装在全片幅數位單反相機上面。

## 等效转换
一个标准35mm底片的影像面积是36mm宽乘以24mm高（35mm指的是底片包含卷片孔在内的总高度），对角线是43.3mm。对于实际焦距f，有以下的转换公式：
| 传感器尺寸           | 基于对角线的有效焦距 | 基于宽度的有效焦距 |
| -------------------- | -------------------- | ------------------ |
| 4:3 (传感器宽度 w)   | f35 = 34.6 f /w mm   | f35 = 36.0 f /w mm |
| 4:3 (传感器对角线 d) | f35 = 43.3 f /d mm   | f35 = 45.0 f /d mm |
| 3:2 (传感器宽度 w)   | f35 = 36.0 f /w mm   | f35 = 36.0 f /w mm |
| 3:2 (传感器对角线 d) | f35 = 43.3 f /d mm   | f35 = 43.3 f /d mm |

由于历史原因，尺寸规格标注为1/2.5"的传感器其实并不是指它的实际尺寸，而是比真实对角线大了一些（约1.5倍）。这是由于其规格指的是摄像管的尺寸，真正用到的传感器尺寸只有它的2/3。摄像管已不再在数码相机中使用，但这一规格却沿用了下来。

## 参看
- 焦距转换率
- 底片格式
- 图像传感器格式